# Janov (Rychnov nad Kněžnou-i járás)
Janov település Csehországban, Rychnov nad Kněžnou-i járásban. Janov Bystré, Bohdašín, Ohnišov, Sněžné és Nový Hrádek településekkel határos. Lakosainak száma 117 fő (2024. január 1.).

## Népesség
A település lakosságának változását az alábbi diagram mutatja:
| Lakosok száma | 544  | 509  | 425  | 242  | 151  | 109  | 113  | 116  | 105  | 117  |
|               | 1869 | 1890 | 1921 | 1950 | 1980 | 2001 | 2017 | 2019 | 2022 | 2024 |